# Така, як ти є (фільм, 1978)
«Така, як ти є» (італ. Così come sei) — італійська мелодрама 1978 року режисера Альберто Латтуада.

## Сюжет
У Флоренції ще доволі молодий, але уже з початками склерозу, (забуває анекдоти), архітектор Джуліо Маренго (Марчелло Мастроянні), випадково знайомиться з ровесницею його дочки, симпатичною Франческою (Настасія Кінскі). Проте дуже швидко у нього виникає підозра, що вона, можливо, є його позашлюбною дочкою. Адже Франческа обвішала свою кімнату фотографіями старших мужчин: батько Айнштайн, Гемінґвей …, оскільки не знає хто її батько. Та чи зможе осінь довго прикидатися весною?

## Ролі виконують
- Марчелло Мастроянні — Джуліо Маренго
- Настасія Кінські — Франческа
- Франциско Раваль[it] — Лоренцо
- Аня П'єроні[it] — Сесілія
- Барбара де Россі — Іларія Маренго
- Джуліана Каландра — Тереза
- Альберто Латтуада — волоцюга (в титрах не вказаний)

## Музика з фільму
Тексти Майкла Фрейзера, музика Енніо Моріконе.
1. Così come sei — 3:50
2. A Nastassia — 4:33
3. Amore per amore — 4:11
4. Preludio per amore — 2:04
5. Dance On — 4:00
6. Amore per amore [Архівовано 14 січня 2022 у Wayback Machine.] — 2:04
7. Così come sei — 3:47
8. Spazio 1999 — 4:21
9. Postludio d'amore — 1:38
10. A Nastassia — 2:48
11. Verso Madrid — 1:41

## Навколо фільму
Фільмування відбувалося у різних місцях у Флоренції та її околицях: на площі святого Джованні, площі святого Марка та в садах Боболі.